# گو یون جونگ
گو یون جونگ (کره‌ای: 고윤정؛ زادهٔ ۲۲ آوریل ۱۹۹۶) مدل و بازیگر اهل کره جنوبی است. او بیشتر به خاطر ایفای نقش در مجموعه‌های خانه شیرین (۲۰۲۰)، دانشکده حقوق (۲۰۲۱) و کیمیای روح (۲۰۲۲) و فیلم شکار (۲۰۲۲) شناخته می‌شود.

## فیلم‌شناسی

### فیلم
| سال  | عنوان | نقش        | منابع       |
| ---- | ----- | ---------- | ----------- |
| ۲۰۲۲ | شکار  | جو یو یونگ | [ ۷ ] [ ۸ ] |

### مجموعه تلویزیونی
| سال       | عنوان        | نقش                           | توضیحات                                 | منابع         |
| --------- | ------------ | ----------------------------- | --------------------------------------- | ------------- |
| ۲۰۱۹      | پسر روان‌سنج  | کیم سو هیون                   |                                         | [ ۹ ]         |
| ۲۰۲۱      | دانشکده حقوق | جون یه سول                    |                                         | [ ۱۰ ]        |
| ۲۰۲۲–۲۰۲۳ | کیمیای روح   | ناک سو / چو یونگ / جین بو یون | پارت ۱ – حضور افتخاری پارت ۲ – نقش اصلی | [ ۱۱ ] [ ۱۲ ] |

### مجموعه اینترنتی
| سال       | عنوان                 | نقش                               | توضیحات               | منابع                |
| --------- | --------------------- | --------------------------------- | --------------------- | -------------------- |
| ۲۰۲۰      | ماجراهای پرستار مدرسه | چوی یو جین                        | حضور افتخاری          | [ ۱۳ ]               |
| ۲۰۲۰–۲۰۲۳ | خانه شیرین            | پارک یو ری                        | فصل ۱–۲               | [ ۱۴ ] [ ۱۵ ]        |
| ۲۰۲۲      | پلیس‌های تازه‌کار       | عکس پروفایل قرار بدون آشنایی قبلی | حضور افتخاری (قسمت ۴) | [ ۱۶ ]               |
| ۲۰۲۳      | محرک                  | جانگ هی سو                        |                       | [ ۱۷ ] [ ۱۸ ]        |
| ۲۰۲۳–۲۰۲۴ | بازی مرگ              | لی جی سو                          | حضور ویژه             | [ ۱۹ ] [ ۲۰ ] [ ۲۱ ] |
| ۲۰۲۴      | چراغ‌فروشی             | جانگ هی سو                        | حضور افتخاری (قسمت ۸) | [ ۲۲ ]               |
| 2025      | دفترچه راهنمای رزیدنت | اوه یی یونگ                       |                       |                      |